# Lobatera
Lobatera é uma cidade venezuelana, capital do município de Lobatera.